# كارل موتيرام
كارل موتيرام (بالإنجليزية: Carl Motteram)‏ (3 سبتمبر 1984 ببرمنغهام في المملكة المتحدة - ) هو لاعب كرة قدم بريطاني في مركز الوسط. لعب مع برمنغهام سيتي ونادي تاموورث وSolihull Moors F.C. ‏ ونادي موور غرين لكرة القدم ونادي توركي يونايتد وستراتفورد تاون ‏.

## وصلات خارجية
- كارل موتيرام على موقع قاعدة بيانات كرة القدم.إي يو (الإنجليزية)
- كارل موتيرام على موقع Soccerbase.com (لاعب) (الإنجليزية)